# 108140 Alir
108140 Alir è un asteroide della fascia principale. Scoperto nel 2001, presenta un'orbita caratterizzata da un semiasse maggiore pari a 2,6303957 UA e da un'eccentricità di 0,2087826, inclinata di 4,44997° rispetto all'eclittica.
L'asteroide è dedicato ad Alphonse ed Irène Hernandez, genitori di uno degli scopritori che lavorano all'osservatorio.